# Бейрут
Бейру́т (араб. بيروت‎ Bayrūt, др.-греч. Βηρυτός Bērytós, лат. Berytus, ивр. ביירות‎ Beirut, арам. בירות Birot, фр. Beyrouth) — столица и крупнейший город Ливана. Расположенный на полуострове, в середине ливанского побережья Средиземного моря, он является крупнейшим и главным морским портом страны. Район Бейрута состоит из столичного города и его пригородов.
Оценки численности населения города разнятся от 300 тысяч до 2 миллионов человек. Это связано с тем, что с 1932 года в Бейруте не проводилась перепись населения.
Бейрут является местом нахождения ливанского правительства и играет центральную роль в ливанской экономике, при этом многие банки и корпорации базируются в Центральном округе, районе улицы Хамра, улицы Верден и в Ашрафие. Город является центром культурной жизни региона, известен своей прессой, театрами, культурными мероприятиями и ночными клубами.
Первое упоминание этого мегаполиса можно найти в древнеегипетском Телль-эль-Амарнском архиве, датируемом XV веком до нашей эры. Город был заселён непрерывно с тех пор.
После разрушительной гражданской войны в Ливане (1975—1990) Бейрут был капитально реконструирован, восстановлены исторический центр города, район пристани, район пабов и ночных клубов.
Имеет рейтинг «Бета» как глобальный город.
Бейрут был выбран как лучший для посещения город «The New York Times» в 2009 году и в качестве одного из десяти самых оживлённых городов в мире «Lonely Planet» в том же году. По данным исследования 2010 года, проведённого американской глобальной консалтинговой фирмой «Mercer» по сравнению стоимости и доступности предметов высокого класса, таких как высококлассные жилые районы и развлекательные центры, Бейрут стал 4-м самым дорогим городом на Ближнем Востоке и занял 15 место среди товаров для высших слоёв среднего класса, включённых в исследование. Бейрут вышел на первое региональное место и 10-е место в мире в исследовании 2010 года «EuroCost International» по стоимости аренды жилья высокого качества. Индекс «MasterCard» 2011 года показал, что Бейрут был вторым городом по уровню расходов посетителей на Ближнем Востоке и в Африке, с общей суммой расходов 6,5 млрд долларов. Бейрут был выбран в 2012 году журналом «Condé Nast Traveler» как лучший город на Ближнем Востоке.

## Этимология
Город известен с XV века до н. э. В древних клинописных источниках именуется Biruta, в древнегреческих — Βηρυτός. В основе этих названий лежит семитский корень bir — «колодец».

## Климат
Бейрут имеет средиземноморский климат с типичным для него жарким и засушливым летом, а также очень мягкой и дождливой зимой.
Для Бейрута особенно выражен зимний максимум осадков, по сравнению с другими городами с этим типом климата.
| Показатель                    | Янв.  | Фев.  | Март  | Апр. | Май  | Июнь | Июль | Авг. | Сен. | Окт. | Нояб. | Дек.  | Год   |
| ----------------------------- | ----- | ----- | ----- | ---- | ---- | ---- | ---- | ---- | ---- | ---- | ----- | ----- | ----- |
| Абсолютный максимум, °C       | 27,9  | 30,5  | 36,6  | 39,3 | 39,0 | 40,0 | 40,4 | 39,5 | 37,5 | 37,0 | 33,1  | 30,0  | 40,4  |
| Средний суточный максимум, °C | 17,4  | 17,5  | 19,6  | 22,6 | 25,4 | 27,9 | 30,0 | 30,7 | 29,8 | 27,5 | 23,2  | 19,4  | 24,3  |
| Средняя температура, °C       | 14,0  | 14,0  | 16,0  | 18,7 | 21,7 | 24,9 | 27,1 | 27,8 | 26,8 | 24,1 | 19,5  | 15,8  | 20,9  |
| Средний суточный минимум, °C  | 11,2  | 11,0  | 12,6  | 15,2 | 18,2 | 21,6 | 24,0 | 24,8 | 23,7 | 21,0 | 16,3  | 12,9  | 17,7  |
| Абсолютный минимум, °C        | 0,8   | 3,0   | 0,2   | 7,6  | 10,0 | 15,0 | 18,0 | 19,0 | 17,0 | 11,1 | 7,0   | 4,6   | 0,2   |
| Норма осадков, мм             | 190,9 | 133,4 | 110,8 | 46,3 | 15,0 | 1,5  | 0,3  | 0,4  | 2,3  | 60,2 | 100,6 | 163,8 | 825,5 |
| Источник: «Погода и Климат»   |       |       |       |      |      |      |      |      |      |      |       |       |       |

## История
Бейрут впервые упоминается в XV в. до н. э. под финикийским названием 𐤁𐤀𐤓𐤕 Барут, поселение существовало примерно с XXX века до н. э. Город был заложен на обширном каменистом мысе почти в центре средиземноморского побережья сегодняшней территории Ливана. Название «Бейрут» предположительно происходит от древнего семитского слова Бирот («колодец»). Город долгое время находился «в тени» своих могущественных соседей, Тира и Сидона, и лишь в эпоху Римской империи приобрёл определённое влияние и прославился правоведческой школой, в которой были разработаны основные положения Кодекса Юстиниана, ставшего впоследствии основой европейской правовой системы.
Город с древности имел славу культурной и торговой столицы региона. Фараоны Древнего Египта в XVIII—XVII веках до нашей эры уже использовали его порты; во времена Финикии город был важной точкой в мировой торговле.
В течение последующих веков Бейрут исправно платил дань царям Вавилона и Ассирии, а в I веке до н. э. был превращён римлянами в военную колонию. Период расцвета Римской Империи принёс городу небывалый подъём и славу, Бейрут становится центром римской культуры на побережье Средиземного моря и в Сирии.
В 635 году н. э. Бейрут был захвачен арабами и был включён в состав Арабского халифата. В 1100 году захвачен крестоносцами и в 1516 году — турками, после чего находился в составе Османской империи вплоть до 1918 года.
В этот период он долгое время оставался во власти друзов, независимый эмир которых Фахр ад-Дин II (1595—1634) старался насадить в Бейруте европейскую культуру. Вследствие измены город попал в 1763 году в руки турок.
Летом 1773 года во время русско-турецкой войны 1768—1774 годов к Бейруту подошла российские эскадры Ивана Войновича и Михаила Кожухова. После осады Бейрут капитулировал и восставшие друзы были признаны состоящими под покровительством России. Российский гарнизон находился в Бейруте около полутора лет, до окончания войны.
В 1831—40 годах город находился под властью египтян и играл большую роль в тогдашних конфликтах на Востоке. Военные действия соединённого англо-австрийско-турецкого флота против Мухаммада Али в Сирии начались именно бомбардировкой Бейрута 10—14 сентября 1840 года британской эскадрой адмирала Стопфорда. Большая часть города была разрушена, и 9 октября Сулейман-паша захватил Бейрут в составе войск союзников.
В XIX веке Бейрут был типичным «восточным» городом, организованного вокруг рынков с фонтанами и кофейнями. Но присутствие европейцев (Франция ввела войска в османский Бейрут в 1860 году, после межрелигиозной резни) уже тогда начало влиять на город: улицы расширялись, рынки закрывались.
В 1866 году был создан Американский университет Бейрута, первоначально как «Сирийский протестантский колледж». Затем в Бейруте появились благотворительные мусульманские школы, Иезуитский университет, Ливанский государственный университет, Арабский университет Бейрута, которые стали крупнейшими учебными заведениями арабского мира.
В 1920—1943 годах Бейрут был столицей подмандатного Франции Ливана. В XX веке становится интеллектуальным, культурным и коммерческим центром восточного Средиземноморья. С 1943 года — столица независимой Ливанской Республики. Здания в Бейруте все еще строились в условно «восточном» стиле, но все чаще становились многоэтажными и вносили свой вклад в формирование ливанской архитектуры модерна.
Начавшаяся в 1975 году изнурительная гражданская война принесла городу много разрушений, в особенности пострадал исторический центр Бейрута. Город разделяла на два сектора — западный (мусульманский) и восточный (христианский) — так называемая «зеленая линия», которая протянулась от приморских кварталов через Пляс де канон по улице Бешара Хури до Национального музея. Это была полоса брошенных и сожженных домов, ставших позициями снайперов. Ливанские левые силы и отряды палестинских радикалов вытеснили христиан-маронитов из приморских фешенебельных районов города в Восточный Бейрут. 6 июня 1982 года израильская армия начала вторжение в Ливан, после чего началась двухмесячная осада Западного Бейрута. Бейрут был лишён водо- и электроснабжения, подвергался постоянным обстрелам и бомбардировкам. 8 августа 1982 года было достигнуто соглашение об эвакуации палестинских отрядов из Бейрута, после чего израильские войска вошли в Западный Бейрут. Гражданская война завершилась лишь к 1990 году.
В настоящее время центр города почти восстановлен, городские архитекторы строят новый Бейрут с высотными зданиями, коммерческими комплексами и культурными центрами.
4 августа 2020 года в районе порта произошёл мощный взрыв, в результате которого погибло 210 человек, пострадало 6 тысяч. 5 августа было объявлено днём общенационального траура по жертвам катастрофы.
С 23 сентября 2024 года в ходе операции «Стрелы севера» подвергается авиаударам со стороны Израиля.

## Административные органы
В Бейруте находятся центральные государственные органы Ливана:
- Президент Ливанской Республики
- Правительство Ливанской Республики
- Парламент — однопалатная Национальная Ассамблея Ливанской Республики

## Административное деление
Бейрут разделён на 12 районов (кварталов):
- Ашрафия
- Айн-эль-Мрейссе
- Бахура
- Мазраа
- Медавар
- Минет-эль-Хосн
- Муссайтбех[араб.]
- Бейрутский порт
- Рас-Бейрут[англ.]
- Рмейл
- Сайфи
- Зукак-аль-Блат

До 2018 делился на 3 избирательных округа. Кварталы, в свою очередь, делятся на сектора.
Два из 12 официальных палестинских лагерей беженцев в Ливане, находятся в южных пригородах Бейрута: Бурж-эль-Баражна и Шатила, и один в муниципальных границах города: Мар-Элиас. Из пятнадцати незарегистрированных или неофициальных лагерей беженцев, наиболее известна Сабра, которая находится рядом с Шатилой, также в южной части Бейрута.
Южные пригороды Бейрута включают: Шия, Гобейри (Бир-Хассан, Джнах и Узай являются частью муниципалитета Гобейри), Харет-Хрейк, Бурж-эль-Баражна, Лайлак-Мрайех, Хей-аль-Суллим и Хадас. Восточные пригороды включают: Бурж-Хаммуд, Син-эль-Филь, Деквайне и Мкаллу. Хазмие также считается восточным пригородом, но она фактически включена в территорию столицы.

## Достопримечательности
Главная площадь города — Площадь мучеников. На ней расположена построенная в 2008 году мечеть Моххамеда Аль-Амина. Средоточием гламурной жизни Бейрута является улица Хамра с ресторанами, кофейнями, множеством дорогих магазинов. В центре старого Бейрута находится площадь Звезды, от которой расходятся узкие улочки с кафе, ресторанами и магазинами. Вблизи расположены православный собор святого Георгия и руины древнеримского форума.

## Спорт
В ливанской столице прошли Средиземноморские игры в 1959 году, Кубок Чемпионов Азии ФИБА в 1999, 2000, 2012, Кубок Азии по футболу в 2000 году, Кубок Азии ФИБА в 2010 году. Бейрут был местом проведения 6-х ежегодных игр франкоязычных стран в 2009 году.
В Бейруте также состоялись Панарабские игры в 1957, 1997 и 2015 годах.

## Религия
Бейрут является одним из самых космополитических и религиозно разнообразных городов Ливана и всего Ближнего Востока. В городе есть значительные мусульманская и христианская общины. Есть девять основных религиозных групп в Бейруте: маронитская католическая, греко-православная, греко-католическая, армянская апостольская, армянская католическая, протестантская, мусульман-суннитов, мусульман-шиитов, евреев и друзов.
На всеобщих выборах в 2009 году, из 435,462 человек, проголосовавших в Бейруте, к различным религиозным группам относились (выборы в Ливане проходят на конфессиональной основе, поэтому указание конфессии является обязательным):
- 192,910 (45 %) — сунниты,
- 171,507 (39 %) — христиане (в том числе: 11 % — Армянская апостольская церковь, 10 % — Греческая православная церковь, 6 % — Маронитская католическая церковь, 5 % — другие христианские церкви, 4 % — Греческая католическая церковь, 2 % — Армянская католическая церковь, 1 % — Протестантские церкви),
- 60,202 (14 %) — шииты,
- 5,374 (1 %) — иудеи (большинство — мизрахим),
- 5,251 (1 %) — друзы,
- 218 — алавиты.

- Еврейская синагога Маген Авраам, восстановленная в 2010 году, в Бейрутском даунтауне[англ.]
- Маронитский Кафедральный собор св. Георгия и Мечеть Мохаммад аль-Амин бок о бок в центре Бейрута
- Армянский католический Собор св. Григория Просветителя в центре Бейрута
- Греческий православный Кафедральный собор св. Георгия[англ.] в центре Бейрута

## Города-побратимы
- Афины, Греция
- Буэнос-Айрес, Аргентина
- Витория, Бразилия
- Дубай, ОАЭ
- Ереван, Армения
- Исфахан, Иран
- Каир, Египет
- Лос-Анджелес, США
- Монреаль, Канада
- Никосия, Кипр
- Париж, Франция (город-партнёр)
- Рио-де-Жанейро, Бразилия
- Сан-Паулу, Бразилия
- Стамбул, Турция